# Museo nazionale di Locri
Il Museo nazionale di Locri Epizefiri, inaugurato nel 1971, si trova all'interno dell'area archeologica e sorge nei pressi di un deposito votivo dedicato a Zeus fulminante. Al suo interno sono custoditi i reperti dei più recenti scavi della zona mentre quelli dei primi scavi sono esposti nel Museo nazionale della Magna Grecia di Reggio Calabria. Il percorso museale si snoda su due piani: al piano terra si trovano reperti provenienti dagli scavi archeologici dell'antica polis magno-greca mentre al primo piano sono custoditi reperti antecedenti alla colonizzazione greca e databili all'età del ferro.
Dal dicembre 2014 il Ministero per i beni e le attività culturali lo gestisce tramite il Polo museale della Calabria, nel dicembre 2019 divenuto Direzione regionale Musei.

## Reperti esposti

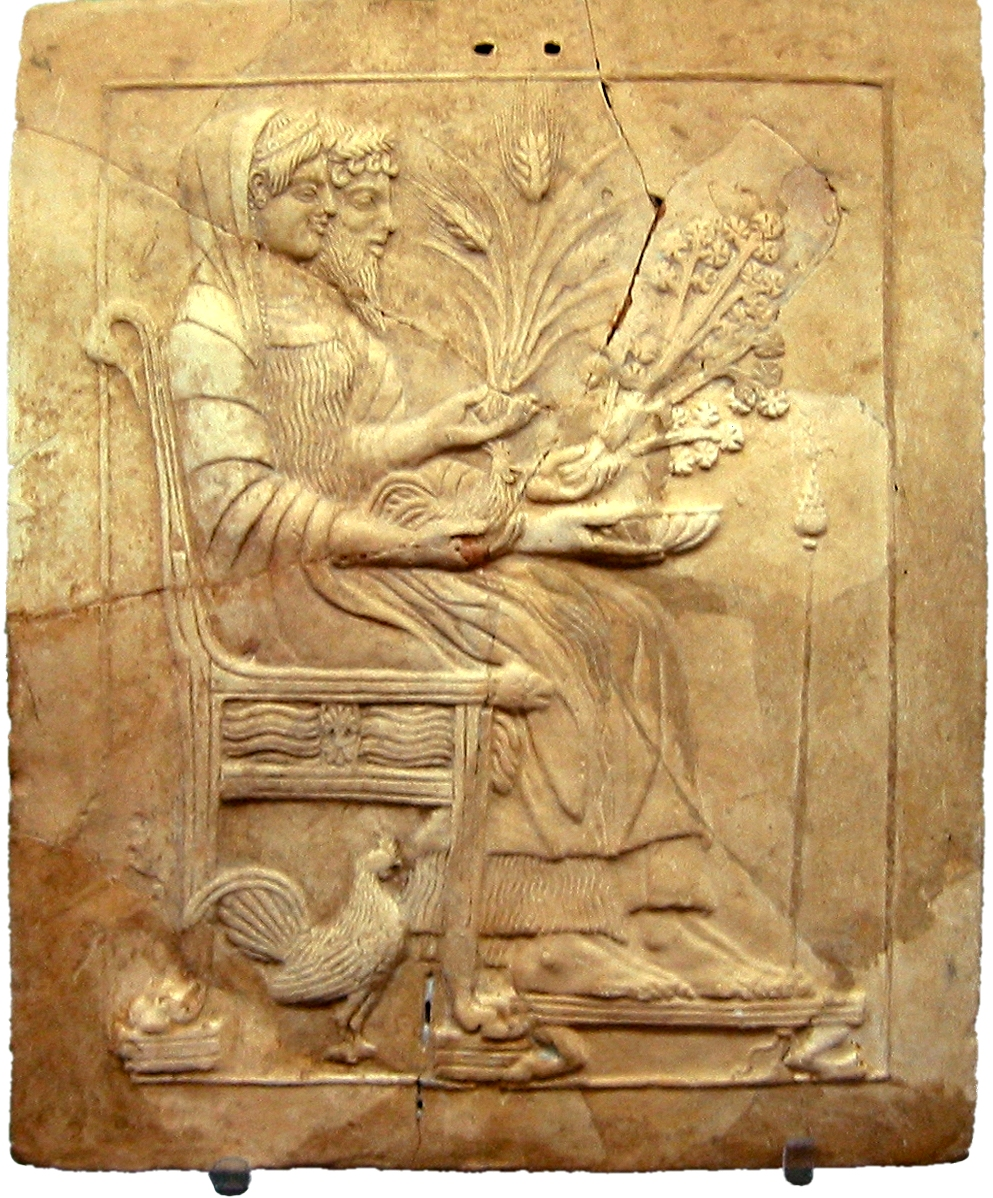
pinax raffigurante Persefone e Ade, custodita al Museo di Reggio Calabria

Il museo custodisce materiale archeologico proveniente per lo più dall'area urbana della città. Secondo un criterio di allestimento topografico i reperti sono esposti nei vari nuclei museografici in base al luogo del rinvenimento. Attraversando il percorso museografico si ritroverà dunque la sala dedicata al Santuario di Persefone presso località Manella, quelle dell'area sacra di Marasà, di Centocamere e quelle di località Parapezza riferibili al Santuario di Zeus e Demetra. Non mancano reperti relativi ad un periodo storico
antecedente alla colonizzazione della Magna Grecia e rinvenuti presso siti extraurbani.

### Reperti dell'età del Ferro
Nelle sale espositive del primo piano del Museo sono custoditi corredi tombali risalenti all'età del Ferro e consistenti in fibule ad arco o a sanguisuga, gioielli, armi, ceramiche d'impasto, askoi e i tipici pesi da telaio con incisioni a labirinto. Presenti anche alcuni oggetti di epoca ellenistica e romana tra i quali un elmo bronzeo del IV sec., oggetti votivi, resti di ville rustiche romane e una ricca raccolta numismatica che documenta, in particolare, i conii locresi del IV-III secolo a.C.

### Reperti dell'età magno-greca

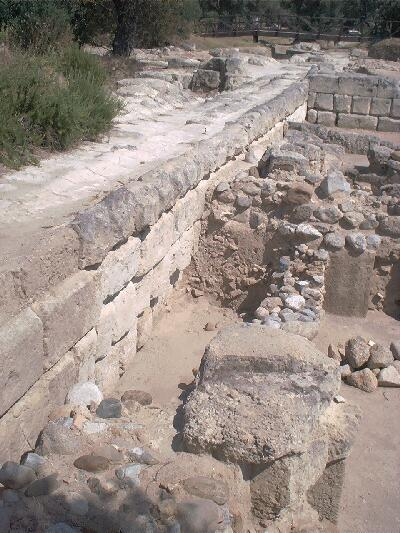
scavi di Locri

Nelle sale ubicate al piano terra sono presenti vari reperti provenienti dagli scavi della necropoli:
- dagli scavi della necropoli di Lucifero provengono alcuni corredi tombali, databili tra il VI e il IV secolo a.C., consistenti principalmente in ceramica attica a figure nere, coppe ioniche, arule locresi, askoi zoomorfi, specchi e strigili bronzei, ceramiche a figure rosse di artisti italioti.
- dal santuario di Persefone, sito in contrada Mannella, provengono alcuni pinakes votivi (tavolette di argilla a rilievo bassissimo, spesso colorate), oltre alle statuette della dea o di fanciulle offerenti, ceramiche corinzie, rodie, laconiche e calcidesi, ma soprattutto attiche dal VI secolo a.C. in poi.
- dagli scavi di Centocamere provengono vari materiali di diverso genere tra cui: antefisse a palmetta, a gorgoneion e a testa di sileno, un sostegno di braciere a forma di sileno, arule raffiguranti una pantera che azzanna un toro oltre a oggetti dai pozzi rinvenuti nel cortile della «stoà ad U»: statuette di terracotta e frammento di skyphos a vernice nera con dedica ad Afrodite. Ancora da scavi della polis: terrecotte figurate databili tra il VI e il IV secolo a.C., pinakes, matrici di statuette di terracotta e scarti di produzione dalle botteghe artigianali.
- dal santuario delle Ninfe provengono un modello fittile di grotta, bambole, piccole erme con le tre teste e il toro.
- i materiali provenienti da tempio ionico di contrada Marasà consistono in alcuni oggetti dalla stipe votiva dedicata a Zeus fulminante e in terrecotte architettoniche provenienti da edifici adiacenti.
- Dal teatro provengono alcune antefisse a maschera silenica del VI e del IV secolo a.C., e a palmetta di età ellenistica.